# Тапиа, Ренато
Рена́то Фабри́сио Та́пия Корти́хо (исп. Renato Fabrizio Tapia Cortijo; род. 28 июля 1995, Лима) — перуанский футболист, полузащитник испанского клуба «Сельта» и сборной Перу. Участник чемпионата мира 2018 года.

## Клубная карьера

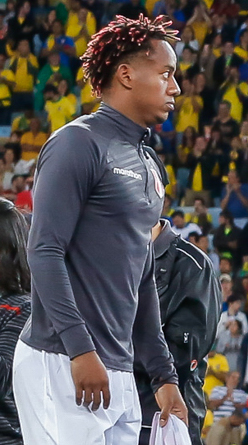
Тапиа в составе сборной Перу

Тапиа — воспитанник нидерландского клуба «Твенте». 9 августа 2014 года в матче против «Камбюра» он дебютировал в Эредивизи. 31 января 2015 года в поединке против «Камбюра» Ренато забил свой первый гол за «Твенте».
В начале 2016 года Тапиа перешёл в «Фейеноорд». Сумма трансфера составила 2,4 млн евро. 7 февраля в матче против амстердамского «Аякса» он дебютировал за новый клуб. В 2017 году он помог команде впервые за 18 лет выиграть чемпионат. 2 октября в поединке против «Виллема» Ренато забил свой первый гол за «Фейеноорд». В 2018 году он на правах аренды перешёл в «Виллем».
Летом 2020 года Тапиа подписал контракт на четыре года с испанской «Сельтой». 12 сентября в матче против «Эйбара» он дебютировал в Ла Лиге.
Летом 2024 года Тапиа покинул испанской «Сельту» спустя четыре сезона и заключил годовое соглашение с испанским «Леганесом». Дебютировал в матче первого тура против «Осасуны» 17 августа 2024 года.. Дебютный гол за команду забил в рамках 12го тура в матче против «Жироны» 2 ноября 2024 года..

## Международная карьера
В 2011 году в составе юношеской сборной Перу Тапиа принял участие в юношеском чемпионате Южной Америки в Эквадоре. На турнире он сыграл в матчах против команд Аргентины, Эквадора, Боливии и Уругвая.
В 2013 году в составе молодёжной сборной Перу Ренато выиграл молодёжном чемпионате Южной Америки в Аргентине. На турнире он сыграл в матчах против команд Венесуэлы, Парагвая, а также дважды Уругвая и Эквадора.
В апреле 2015 года в товарищеском матче против сборной Венесуэлы Тапиа дебютировал за сборную Перу.
Летом 2016 года Ренато в составе сборной принял участие в Кубке Америки в США. На турнире он сыграл в матчах против команд Гаити, Эквадора, Бразилии и Колумбии.
7 сентября того же года в отборочном матче чемпионата мира 2018 против сборной Эквадора Тапиа забил свой первый гол за национальную команду.
В 2018 году Тапиа принял участие в чемпионате мира 2018 в России. На турнире он сыграл в матчах против команд Дании и Австралии.
В 2019 года Тапиа во второй раз принял участие в Кубке Америки в Бразилии. На турнире он сыграл в матчах против сборных Венесуэлы, Боливии, Чили, Уругвая и дважды Бразилии.
В 2021 года Тапиа в третий раз принял участие в Кубке Америки в Бразилии. На турнире он сыграл в матчах против сборных Парагвая, Венесуэлы, Эквадора, а также дважды Бразилии и Колумбии..

### Голы за сборную Перу
| #   | Дата            | Место                            | Противник | Счёт | Результат | Соревнование                     |
| --- | --------------- | -------------------------------- | --------- | ---- | --------- | -------------------------------- |
| 01. | 7 сентября 2016 | Национальный стадион, Лима, Перу | Эквадор   | 2:1  | 2:1       | Чемпионат мира 2018 квалификация |
| 02. | 13 июня 2017    | Вирген де Чапи, Арекипа, Перу    | Ямайка    | 2:0  | 3:1       | Товарищеский матч                |
| 03. | 27 марта 2018   | Ред Булл Арена, Гаррисон, США    | Исландия  | 0:1  | 1:3       | Товарищеский матч                |
| 04. | 13 октября 2020 | Национальный стадион, Лима, Перу | Бразилия  | 2:1  | 2:4       | Чемпионат мира 2022 квалификация |
| 05. | 2 сентября 2021 | Национальный стадион, Лима, Перу | Уругвай   | 1:0  | 1:1       | Чемпионат мира 2022 квалификация |

## Достижения
Командные
«Фейеноорд»
- Чемпионат Нидерландов по футболу — 2016/17
- Обладатель Кубка Нидерландов — 2015/16, 2017/18
- Обладатель Суперкубка Нидерландов — 2017